# Sandbox (videojuego)
Sandbox (estilizado como S&box) es un próximo videojuego sandbox desarrollado y publicado por Facepunch Studios. Considerado como un sucesor espiritual de Garry's Mod, el juego base no tiene un objetivo establecido, sino que proporciona a los jugadores una plataforma desde la cual desarrollar y jugar diferentes modos de juego creados por los usuarios.

## Jugabilidad
S&box es un juego sandbox basado en físicas que, en su modo de juego base, no tiene objetivos establecidos. El jugador puede generar personajes no jugadores, muñecos de trapo y accesorios, e interactuar con ellos por diversos medios. A diferencia de Garry's Mod, S&box se creó con la filosofía central de proporcionar una plataforma para modos de juego creados por el usuario en lugar de incorporar esos modos de juego junto con el marco existente. Los modos de juego de ejemplo incluyen Melon Racer, Prophunt y Trouble in Terrorist Town.

## Contenido generado por el usuario
Al igual que su predecesor, S&box proporciona una plataforma desde la cual el contenido creado por el usuario se puede compartir entre la base de jugadores. A diferencia de Garry's Mod, que dependía del montaje del contenido base del motor Source de otros juegos con dicho motor como Counter-Strike: Source o Portal, S&box proporciona una experiencia independiente desde la cual los jugadores pueden participar en modos de juego creados por los usuarios, y en cuanto al modo de juego Sandbox original, el desarrollador le ha restado importancia.
Garry Newman, propietario de Facepunch Studios, ha expresado su esperanza de que tanto Facepunch como la comunidad puedan utilizar S&box como plataforma para crear y exportar juegos independientes para la venta en Steam.

### Opium
Para demostrar el nuevo sistema de escena, varios desarrolladores de Facepunch Studios crearon Opium, como una experiencia en primera persona "estilo PSX" inspirada en la serie de juegos Condemned, y que combina combate cuerpo a cuerpo y búsqueda de armas con resolución básica de acertijos. Una experiencia corta, Opium coloca al jugador en una casa de crack y lo enfrenta a violentos "adictos al crack" con "trasfondos ocultos".

### Team Fortress: Source 2
Inicialmente se desarrolló una nueva versión no oficial de Team Fortress 2 dentro del motor Source 2 bajo el título Team Fortress: Source 2 (alternativamente abreviado como TF: S2), y la primera publicación del blog de desarrollo fue publicada en agosto de 2021 por el equipo, Amper Software. El trabajo en la nueva versión continuó hasta 2024, y los desarrolladores proporcionaron actualizaciones frecuentes y realizaron pruebas beta de la comunidad;sin embargo, a partir de enero de 2024, el proyecto fue cancelado, luego de una solicitud de eliminación por parte de Valve y cambios inminentes en S&box en sí.

## Desarrollo y lanzamiento
El predecesor de S&box, Garry's Mod, fue lanzado por primera vez en 2004 por Garry Newman como un mod para el juego Half-Life 2 y, por extensión, el motor del juego Source. A finales de 2015, Newman declaró que Facepunch estaba trabajando en una secuela de Garry's Mod centrada en la realidad virtual. Se anunció formalmente en 2017 que se desarrollaría en Unreal Engine 4, pero el desarrollo se detuvo en 2019 y luego se cambió al motor Source 2 de Valve en marzo de 2020. Se planeó un lanzamiento público para la segunda mitad de 2021, y un grupo selecto recibió acceso temprano a su versión de beta cerrada, mientras que otras oleadas de desarrolladores recibieron claves por orden de llegada. En Sandbox, los jugadores pueden elegir entre muchos modos de juego similares al Garry's Mod. El juego utiliza C# como backend para el contenido creado por el usuario. Newman ha declarado que entre las mejoras se encuentran la física de entidades, la iluminación y los efectos del agua.